# نیل هاف
نیل هاف (انگلیسی: Neal Huff) بازیگر اهل ایالات متحده آمریکا است.
از فیلم‌ها یا برنامه‌های تلویزیونی که وی در آن نقش داشته‌است، می‌توان به عشق وارد شد، مادری، قلمرو طلوع ماه، پدر بزرگ، مظنون، پایان هالیوودی، مایکل کلایتون، چوپان خوب، میانبر میک، هتل بزرگ بوداپست، تک‌همسری، افشاگر، اسپلیت، نابغه، جنون، چرا اکنون توقف کنیم؟ و میر اهل ایست‌تاون اشاره کرد.